# Negiat Sali
Negiat Sali (n. 4 septembrie 1953) este un fost deputat român în legislatura 2000-2004, ales în județul Constanța pe listele partidului Minorități în legislatura 2000-2004. În cadrul activității sale parlamentare, Negiat Sali a fost membru în grupurile parlamentare de prietenie cu Republica Kazahstan, Republica Turcia și Arabia Saudită.
2010-2012 Subsecretar de Stat DRI în Guvernul României .

## Legături externe
- Negiat Sali Arhivat în 21 iunie 2024, la Wayback Machine. la cdep.ro